# Valentino Rossi: The Game
Valentino Rossi: The Game è un videogioco sviluppato da Milestone, basato sul motomondiale 2016 di MotoGP. Per giocare è necessario un abbonamento a Xbox live gold.
La data di uscita per l'Europa è avvenuta il 16 giugno 2016 per PlayStation 4, Xbox One, Windows PC e Steam. In seguito il titolo è uscito anche in Nord America il 26 luglio ed in Giappone il 21 settembre 2016 dove è un'esclusiva per PlayStation 4. È il quarto capitolo della serie MotoGP di casa Milestone. Il titolo celebra i 20 anni di carriera di Valentino Rossi e presenta la sua attività su vari circuiti.

## Modalità di gioco
Sono disponibili 47 circuiti, incluse le diciotto piste del motomondiale 2016.

### Offline
- MotoGP™ Grand Prix Mode
- MotoGP™ World Championship
- Time Attack
- Split Screen MotoGP™
- Flat Track
- Rally Single Stage
- R1M Race
- Flat Track Americana
- Rally Show
- Master Show
- Split Screen Flat Track
- Rossi Event
- Beat The Doctor

### Online
- MotoGP™ Online Grand Prix Mode
- MotoGP™ Online Championship
- Valentino Rossi’s Challenge
- Flat Track
- Drift
- Rally Show
- Rally Single Stage
- Master Show

## Sviluppo
Nel novembre 2015, per l'occasione del rally di Monza a cui parteciparono vari piloti di rally e moto tra cui Valentino Rossi, Milestone annunciò lo sviluppo di Valentino Rossi: The Game.